# نبيل حزام
نبيل حزام (ولد في 1 ديسمبر 1961 في صنعاء، اليمن-) ممثل ومخرج مسرحي يمني. من أشهر أعماله مسلسل ماء الذهب (2023) وباقة ورد (2022) وسد الغريب (2020) وطريق إجباري (2025)

## حياته
بدأ مشواره الفني عام 1974 عندما التحق بالمسرح الوطني اليمني. شارك في العديد من المسرحيات والمسلسلات التلفزيونية، كما أخرج العديد من المسرحيات أيضًا.

## أهم أعماله

### مسلسلات
- وريقة الحناء (مصري- يمني مشترك)
- حكاية سعدية
- المهر
- الوصية
- حسن وضعك
- برنامج واحد صفر
- سيف بن ذي يزن (سوري- يمني مشترك)
- كيني ميني (ضيف شرف)
- مننا فينا
- شر البلية (ضيف شرف)
- حياتنا (ضيف شرف)
- الحب والثأر (2007)
- أشواق وأشواك (2009)
- ثمن الحرية (2015)
- مع ورور (2019)
- سد الغريب (2020)
- طريق المدينة (2014)
- انياب الشر (2021)
- باقة ورد (2022)
- سر الغراب (2023)
- قرية الوعل (2024)
- ماء الذهب (2024)
- طريق إجباري (2025)

### أفلام
- الرهان الخاسر (2008)